# Smith (группа)
Smith (Смит) — американская рок-группа с блюзовым звучанием. В 1969 году их кавер-версия песни Берта Бакарака «Baby It’s You» с Гейл Маккормик на лид-вокале достигла первой пятёрки в США. Их версия добилась лучших результатов в чартах, чем популярная версия группы Shirelles. С июля по октябрь 1969 года сингл с этой песней продался в более чем миллионе экземпляров, и группа за него была отмечена золотым диском от Американской ассоциации звукозаписывающих компаний.
Музыкальный сайт AllMusic характеризует группу как «по существу поп-рок-группу с аранжировками с хард-роковым и соульным влиянием». В группе было три вокалиста и электроорган Hammond B3. По мнению автора истории группы на AllMusic, главным достоинством группы была вокалистка Гейл Маккормик, «высококвалифицированная громкая блю-айд-соульная певица». Она выступала в роли вокалистки наиболее часто.

## Дискография

### Альбомы
- A Group Called Smith[англ.] (1969)
- Minus-Plus (1970)

## Состав
Группа Смит состояла из одной девушки и четырёх мужчин.

### Бывшие участники
- Гейл Маккормик[англ.] (англ. Gayle McCormick) — лид-вокал
- Ларри Мосс (англ. Larry Moss) — орган
- Джерри Картер (англ. Jerry Carter) — бас-гитара
- Робер Эванс (англ. Robert Evans) — ударные
- Джон Хорриган (англ. John Horrigan) — ударные
- Рич Клиберн (англ. Rich Cliburn) — соло-гитара
- Алан Паркер (англ. Alan Parker) — гитара